# Leszek Lewoc
Leszek Lewoc (ur. 8 czerwca 1959 w Olecku) – polski polityk, urzędnik samorządowy, senator II kadencji, wicewojewoda podlaski (1999–2001).

## Życiorys
Absolwent Studium Rehabilitacji w Konstancinie. Ukończył następnie Instytut Wyższej Kultury Religijnej przy Katolickim Uniwersytecie Lubelskim, kształcił się również w Akademii Teologii Katolickiej w Warszawie. Był etatowym pracownikiem NSZZ „Solidarność”. W latach 1991–1993 sprawował mandat senatora II kadencji z ramienia Wyborczej Akcji Katolickiej. W 1998 został radnym sejmiku podlaskiego. Mandat złożył po kilku miesiącach, gdy został powołany na stanowisko drugiego wicewojewody. W 2001 kandydował do Sejmu z listy Akcji Wyborczej Solidarność Prawicy, która nie uzyskała mandatów. Po odwołaniu ze stanowiska wicewojewody został zatrudniony w urzędzie miejskim w Białymstoku jako naczelnik wydziału spraw obywatelskich, a od 2007 do 2014 jako zastępca dyrektora Departamentu Obsługi Mieszkańców. W 2014 został dyrektorem Miejskiego Ośrodka Pomocy Rodzinie w Suwałkach.
Przez kilkanaście lat należał do Zjednoczenia Chrześcijańsko-Narodowego. W 2007 przeszedł (wraz z m.in. Henrykiem Goryszewskim) do Ligi Polskich Rodzin. Z listy tej partii ubiegał się o mandat w sejmiku podlaskim w przedterminowych wyborach w maju 2007. W marcu 2009 został wiceprezesem reaktywowanego ZChN. Był także białostockim pełnomocnikiem Naprzód Polsko.
W wyborach parlamentarnych w 2011 był kandydatem do Senatu z własnego komitetu (zajął przedostatnie, 5. miejsce w okręgu). Zasiadł w zarządzie głównym powołanego w 2015 Stowarzyszenia Chrześcijańsko-Narodowego, został też jego liderem w województwie podlaskim. W tym samym roku wystartował w wyborach do Sejmu z ramienia komitetu wyborczego wyborców zorganizowanego przez Pawła Kukiza. W 2018 kandydował na radnego Suwałk z ramienia lokalnego komitetu, a w 2024 wystartował z ramienia PiS na radnego sejmiku.

## Odznaczenia
W 2013, za wybitne zasługi w działalności państwowej, publicznej i społecznej, za działalność na rzecz przemian demokratycznych w Polsce, został odznaczony Krzyżem Kawalerskim Orderu Odrodzenia Polski. W 2016 otrzymał Krzyż Wolności i Solidarności, a w 2015 został wyróżniony Odznaką Honorową Województwa Podlaskiego.